# エド・シーフェリン

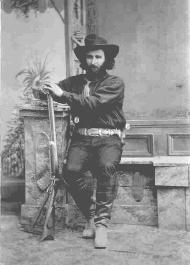
エド・シーフェリン。1880年、トゥームストーンにて

エドワード・ローレンス・シーフェリン（Edward Lawrence Schieffelin、1847年 - 1897年5月27日）は、アメリカ合衆国ペンシルベニア州ティオガ郡のインディアンで、アリゾナ州トゥームストーンの設立者。

## 経歴
1877年に金を求めてカリフォルニアに旅行をするまでの30年間は比較的平穏な生活を営んでいた。ちょうど、この時期はカリフォルニア・ゴールドラッシュの時代だった。
シーフェリンは最終的には、キャンプ・ホーチャッカ(Camp Hauchuca)で働く「インディアン・スカウト」だった。空いている時間を見つけては、金を見つけるために試掘し続け、グース台地(Goose Flats)と呼ばれる辺りで、金の代わりに銀を見つけ出した。「あなたがこの世で見つけるであろう唯一の岩は、あなた自身の墓石になるであろう」という趣旨の彼の岩収集は兵士によって揶揄され、シーフェリンは、採掘権を「墓石（トゥームストーン）」と名付けることを決めた。採掘した鉱石が良かったことを証明し、かなりの鉱脈を突き止めたことに1年かかったが、最終的にシーフェリンと数名の他人は、いくつかの非常に貴重な採掘権を分割した。1879年に設立されたトゥームストーンの町は、伝説的な銃撃戦が行われたOK牧場の近くのビジネス都市や郡庁所在地内に轟いた。
トゥームストーンの鉱山は1880年代になってようやく発展したが、これはすべてシーフェリンを金持ちにさせた。その後、彼は町を去り、広範囲を旅行をしたが、それでも、亡くなる時はトゥームストーンに戻りたがっていたという。1897年、オレゴンで試掘している最中、鉱夫の小屋に落下したため亡くなった。49歳だった。
シーフェリンの生前の遺志により、予め指定されていた採掘衣服やシャベル、古い水筒と共にトゥームストーンから約3km程離れたウエストアレン通り(West Allen street)の共同墓地に埋葬された。

## 補足
1881年、シーフェリンの兄弟のアルが「シーフェリン・ホール」と呼ばれる娯楽施設を建てた。この建物は、今もトゥームストーンの町に保存されている。